# Alexander Lind
Alexander Lind, né le 26 juin 2002 à Hørning (en) au Danemark, est un footballeur danois qui évolue au poste d'avant-centre au Pise SC.

## Biographie

### En club
Né à Hørning (en) au Danemark, Alexander Lind commence le football avec le club de sa ville natale, le Hørning IF avant de rejoindre en 2016 le Silkeborg IF, où il poursuit sa formation. Auteur de solides prestations avec l'équipe des moins de 19 ans du club, ce qui lui vaut de se classer dans les meilleurs buteurs du championnat de la catégorie, il est récompensé le 27 novembre 2019 par un nouveau contrat, le liant au club jusqu'en décembre 2022.
C'est avec ce club qu'il fait ses débuts en professionnels, le 15 décembre 2019 à l'occasion d'une rencontre de Superligaen, la première division danoise, contre le Lyngby BK. Il entre en jeu à la place de Filip Lesniak (en) et son équipe s'incline sur le score de un but à zéro. Cette apparition ce jour-là fait de lui le quatrième plus jeune joueur de l'histoire du Silkeborg IF à faire ses débuts en professionnel, à 17 ans et 171 jours. Le 15 juin 2020, Lind inscrit son premier but en professionnel, à l'occasion d'une rencontre de championnat contre l'Odense BK. Entré en jeu à la place de Mads Kaalund (en), il participe à la victoire de son équipe (6-0 score final).
La progression de Lind est freinée en août 2021. Le joueur, victime de plusieurs fractures de fatigue, est absent pendant 13 mois, et fait son retour à la compétition avec l'équipe réserve du Silkeborg IF en octobre 2022,.
Le 12 août 2024, Alexander Lind rejoint l'Italie afin de s'engager en faveur du Pise SC. Il signe un contrat de quatre ans, soit jusqu'en juin 2028,,.
Lind marque son premier but pour Pise le 5 octobre 2024, lors d'une rencontre de championnat face au Cesena FC. Titulaire, il ouvre le score après 23 minutes de jeu, et participe à la victoire de son équipe par trois buts à un.

### En sélection
Alexander Lind représente l'équipe du Danemark des moins de 17 ans. Il est convoqué pour la première fois en octobre 2018 et joue un total de trois matchs avec cette sélection, et marque un but.